# I. e. 320-as évek
Évszázadok: i. e. 5. század – i. e. 4. század – i. e. 3. század
Évtizedek: i. e. 360-as évek – i. e. 350-es évek – i. e. 340-es évek – i. e. 330-as évek – i. e. 320-as évek – i. e. 310-es évek – i. e. 300-as évek – i. e. 290-es évek – i. e. 280-as évek – i. e. 270-es évek – i. e. 260-as évek
Évek: i. e. 329 – i. e. 328 – i. e. 327 – i. e. 326 – i. e. 325 – i. e. 324 – i. e. 323 – i. e. 322 – i. e. 321 – i. e. 320